# افسر (فیلم ۲۰۰۱)
افسر (به هندی: Officer) فیلمی محصول سال ۲۰۰۱ و به کارگردانی نعیما شا است. در این فیلم بازیگرانی همچون سونیل شتی، راوینا تاندون، دنی دنزونگپا، ساداشیو آمراپورکار و شهباز خان ایفای نقش کرده‌اند.